# Ekramy El-Shahat
Ekramy El-Shahat (en árabe: إكرامى أحمد الشحات‎; Suez, Egipto, 26 de octubre de 1955) es un exfutbolista de Egipto que jugó en la posición de guardameta. Es el padre de los también futbolistas Ahmad Ekramy (1980-2006) y Sherif Ekramy.

## Carrera

### Club
Jugó toda su carrera con el Al-Ahly SC de 1971 a 1987 jugando 332 partidos oficiales, ganó 10 campeonatos nacionales de liga, cinco títulos de copa nacional, dos veces la Copa Africana de Clubes Campeones y tres títulos de la Recopa Africana

### Selección nacional
Jugó para Egipto en 45 ocasiones de 1974 a 1985, participó en cuatro ediciones de la Copa Africana de Naciones y en los Juegos Mediterráneos de 1975.

## Logros
- Primera División de Egipto (10): 1974–75, 1975–76, 1976–77, 1978–79, 1979–80, 1980–81, 1981–82, 1984–85, 1985–86, 1986–87
- Copa de Egipto (5): 1977–78, 1980–81, 1982–83, 1983–84, 1984–85
- Copa Africana de Clubes Campeones (2): 1982, 1987
- Recopa Africana (3): 1984, 1985, 1986